# Ulica Dobrego Pasterza w Krakowie
Ulica Dobrego Pasterza – ulica w Krakowie przebiegająca przez dzielnicę III Prądnik Czerwony oraz dzielnicę XV Mistrzejowice. Ma 3149 m długości.

## Przebieg
Ulica rozpoczyna swój bieg na skrzyżowaniu z aleją 29 Listopada. Następnie biegnie na wschód, aż do alei gen. Tadeusza Bora-Komorowskiego, przecinając po drodze skrzyżowania z następującymi ulicami: Szklaną, Jezuitów, Józefa Łepkowskiego, Jakuba Majora, Promienistych i Naczelną, Rondo Stanisława Barei (ulice Lublańska i Strzelców), Słoneckiego, Kwartową, drogą wewnętrzną kompleksów handlowo-usługowych, Krzesławicką, kolejną drogą wewnętrzną kompleksów handlowo-usługowych, Stefana Jurczaka i Franciszka Bohomolca oraz Franciszka Kniaźnina.

## Historia
Obecna ulica Dobrego Pasterza wiedzie śladem dawnego gościńca, który prowadził od głównego Traktu Warszawskiego, będącego przedłużeniem ulicy Floriańskiej, a którego śladem przebiega dzisiejsza aleja 29 Listopada. Ów trakt prowadził przez Prądnik Czerwony do Bieńczyc, Mistrzejowic i Krzesławic (stąd nazwa jednej z przecznic ulicy Dobrego Pasterza - ulica Krzesławicka). Do dziś w zachodniej części ulicy zachowały się pozostałości historycznej zabudowy miejscowości Prądnik Czerwony. Przez lata przynależności do Krakowa uległy one jednak wpływom urbanizacji i dzisiaj stanowią tkankę miejskiej zabudowy jednorodzinnej z elementami zabudowy wielorodzinnej. Niegdyś przedłużenie ulicy Dobrego Pasterza stanowiła ulica gen. Leopolda Okulickiego (dawniej Ostapa Dłuskiego). Późniejsze przebudowy układu komunikacyjnego na granicy Czyżyn, Mistrzejowic i Bieńczyc związane z realizacją alei gen. Tadeusza Bora-Komorowskiego w latach 90. XX wieku spowodowały, iż obecnie ulica gen. Okulickiego stanowi przedłużenie ulicy Dobrego Pasterza tylko w sensie tradycyjnym.
Nazwa ulicy wzięła się od erygowanej w 1924 roku Parafii Dobrego Pasterza, której obecny kościół parafialny, wzniesiony w latach 1971–1974 na miejscu poprzedniego, drewnianego z 1923 roku znajduje się przy skrzyżowaniu na początku ulicy Dobrego Pasterza z aleją 29 Listopada.

## Infrastruktura
Ulica Dobrego Pasterza stanowi w większości drogę jednojezdniową, po jednym pasie ruchu w każdym z kierunków. Na ulicy znajduje się siedem zespołów przystanków autobusowych MPK Kraków – „Dobrego Pasterza” (przy skrzyżowaniu z aleją 29 Listopada na początku ulicy), „Olszecka”, „Rondo Barei”, „Słoneckiego” (tylko przystanek w kierunku centrum Krakowa, zachodnim), „Park Wodny”, „Os. Oświecenia” (przy skrzyżowaniu z ulicą Bohomolca) i „Os. Akademickie PK” (przy skrzyżowaniu z aleją gen. Bora-Komorowskiego na końcu ulicy). W bliskim otoczeniu ulicy mieszczą się m.in. Kościół Pana Jezusa Dobrego Pasterza, siedziba Rady Dzielnicy III przy ulicy Naczelnej, Kaplica św. Jana Chrzciciela oraz nowy Kościół parafialny św. Jana Chrzciciela, siedziba Straży Miejskiej, Hotel Swing, Park Wodny, Multikino oraz Centrum Handlowe Serenada.

## Galeria

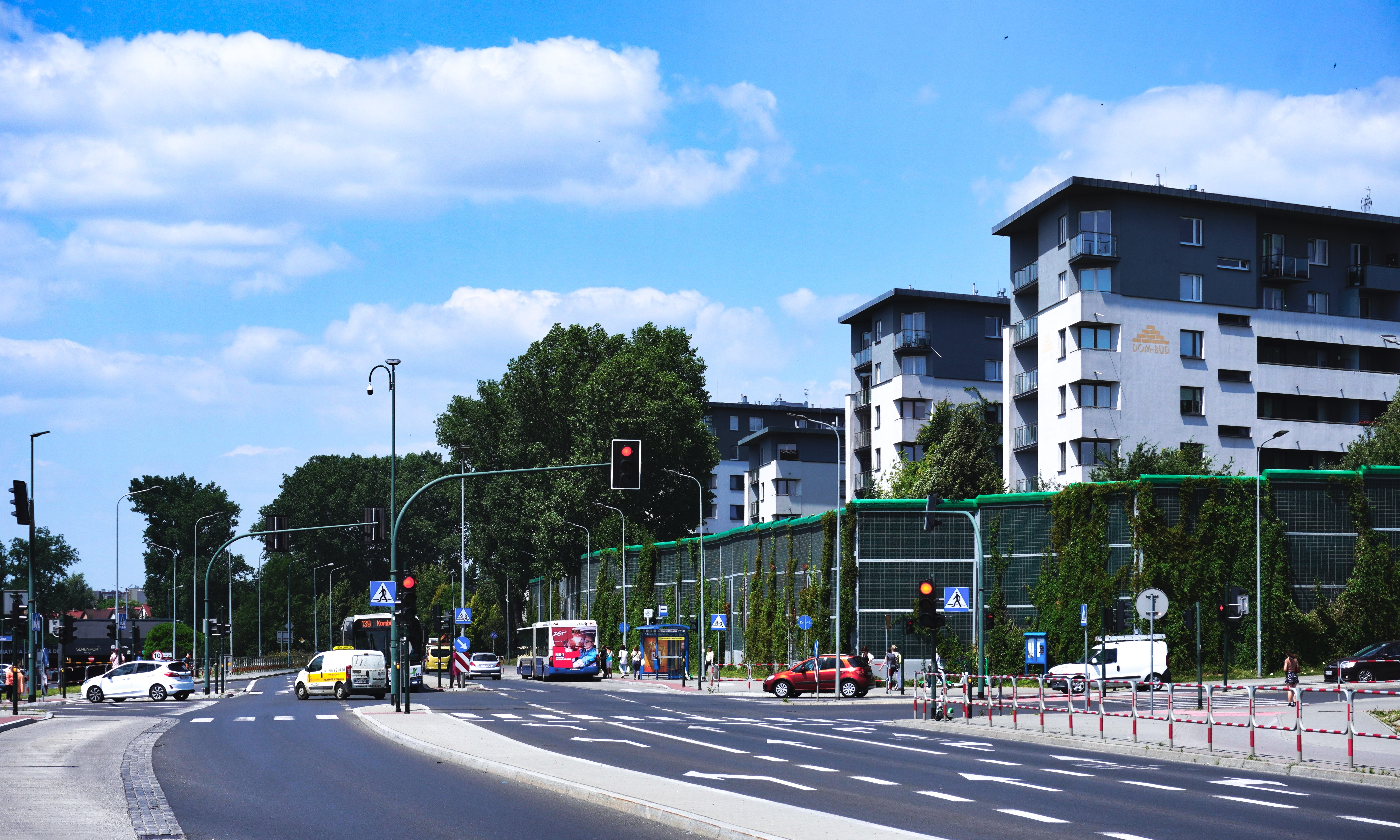
Widok od skrzyżowania z ulicą Bohomolca w kierunku północno-zachodnim